# Гаврилов Посад
Гаврилов Посад (рус. Гаврилов Посад) град је у Русији у Ивановској области. Према попису становништва из 2010. у граду је живело 6434 становника.

## Становништво
| 1939. | 1959. | 1970. | 1979. | 1989. | 2002. | 2010. |
| ----- | ----- | ----- | ----- | ----- | ----- | ----- |
| 6.100 | 6.710 | 7.491 | 7.838 | 8.492 | 7.193 | 6.434 |